# Sommerschafweide mit Baum- und Heckenbeständen südlich der Straße Trossingen-Aldingen im Gewand Auwasen
Die Sommerschafweide mit Baum- und Heckenbeständen südlich der Straße Trossingen-Aldingen im Gewand Auwasen wurde vom Landratsamt Tuttlingen am 8. November 1957 durch Anordnung als Landschaftsschutzgebiet ausgewiesen. Das Schutzgebiet befindet sich auf dem Gebiet der Gemeinde Aldingen und der Stadt Trossingen.

## Lage
Das etwa 13 Hektar große Schutzgebiet liegt im Faulbachtal etwa auf halber Strecke zwischen Aldingen und Trossingen, östlich der Landesstraße 433, die die beiden Orte verbindet. Es liegt an der Grenze der Naturräume Südwestliches Albvorland und Baar.

## Landschaftscharakter
Das Schutzgebiet ist größtenteils von Fichtenforsten bestockt, die auf den ehemaligen Schafweiden aufgeforstet wurden. Im Norden und im Südwesten befinden sich zwei Wirtschaftswiesen. Der Faulbach fließt etwa mittig von Südosten nach Nordwesten durch das Gebiet.

## Zusammenhängende Schutzgebiete
Das Gebiet grenzt im Südosten an das Landschaftsschutzgebiet Sommerschafweide mit Baum- und Heckenbeständen in den Gewanden Brühl und Menishalde, das sich auch im Nordwesten jenseits der Straße fortsetzt. Dort schließt auch das Landschaftsschutzgebiet Trosselbachtal an.